# Иран на зимних Паралимпийских играх 2014
Иран на зимних Паралимпийских играх 2014 года в Сочи был представлен одним спортсменом в соревнованиях по горным лыжным. Это было пятое участие Ирана в зимних Паралимпийских играх. Иран планировал получить лицензии в нескольких видах спорта, но отобрался только  горнолыжник Садегх Калхор (Sadegh Kalhor). В соревнованиях по слалому стоя иранец финишировал на 20-м месте.

## Состав сборной и результаты выступлений
Горнолыжный спорт
1. Садегх Калхор

### Горнолыжный спорт
| Спортсмен     | дисциплина   | 1 спуск | 1 спуск | 1 спуск | 2 спуск | 2 спуск | 2 спуск | Итог    | Итог    | Итог  |
| Спортсмен     | дисциплина   | Время   | Отстав. | Место   | Время   | Отстав. | Место   | Время   | Отстав. | Место |
| ------------- | ------------ | ------- | ------- | ------- | ------- | ------- | ------- | ------- | ------- | ----- |
| Садегх Калхор | Слалом, стоя | 58.07   | +10.38  | 28      | 1:03.17 | +11.89  | 23      | 2:01.24 | +22.27  | 20    |